# Sepultura
A Sepultura brazil metalegyüttes 1984-ben alakult Brazília legdélebbi részén, Belo Horizontéban, Minas Gerais tartomány fővárosában. A zenekart a Cavalera-testvérpár alapította: Max Cavalera (ének, gitár), Igor Cavalera (dobok). Kezdetben death metalt játszottak, majd Andreas Kisser gitáros csatlakozása után a thrash metal lett zenéjük központi eleme. A '90-es években brazil zenei gyökereik beolvasztásával tették egyedivé hangzásukat, amelynek csúcspontja az 1996-ban megjelent, ma már klasszikusnak számító Roots című album volt. A Sepultura klasszikus felállása 1996. december 16-án adta utolsó koncertjét, miután Max Cavalera személyi ellentétek miatt kilépett az együttesből. Az új frontember az amerikai Derrick Green lett, akivel azóta is folyamatosan készíti új albumait a zenekar. Igor Cavalera dobos 2006-os távozása után a Sepulturában nem maradt alapító tag.

## Története

### A kezdetek
Az együttest két testvér, Igor és Max Cavalera alapította, amikor 14-15 évesek voltak. Akkor még nem Max Cavalera énekelt, hanem Wagner Lamounier, aki 1984-ben távozott (majd  megalakította a black/death metalt játszó Sarcófago együttest). Az első stabil felállásban a másik két tag a basszusgitáros Paulo Jr. és a gitáros Jairo Guedz voltak. A Sepultura név sírt/sírhelyet jelent portugálul. Max Cavalera egy alkalommal a Motörhead Dancing on Your Grave' („A sírodon táncolva”) című dalának szövegét fordította portugálra, és úgy gondolta, a Sepultura jó név lehet egy brazil death/thrash csapatnak.
A brazil death metal színtér még csak csírájában létezett, amikor 1985-ben a Cogumelo kiadón keresztül a Sepultura megjelentette első anyagát egy másik helybeli zenekarral, az Overdose-zal közös lemezen. Ez volt a Bestial Devastation. A thrasher Overdose-nak is ez volt első megjelenése a Século XX dalaival. A zenekar már nem létezik, de 1995-ig hét nagylemezük is megjelent, folyamatos tagcserék mellett.
A két nap alatt rögzített ötszámos Bestial Devastation arra éppen jó volt, hogy felhívja azok figyelmét is a Sepulturára, akik nem jártak le a klubokba. A Venom, Celtic Frost, Slayer inspirálta korai számok nem nevezhetők éppen emlékezetesnek, inkább csak zajongás volt ez. Az országos ismertséget a Morbid Visions album hozta meg 1986-ban. Itt már sikerült valami maradandót is összehozni a Troops of Doom képében. Ez a dal évekkel később is felbukkant a koncerteken. A Sepultura időközben São Paulóba tette át székhelyét. A gitáros Jairo viszont úgy döntött, hogy kiszáll a csapatból. Helyére a német származású Andreas Kisser érkezett, akinek valószínűleg komoly szerepe volt abban, hogy a Sepultura zenéje ezek után ugrásszerűen fejlődött lemezről lemezre.
Az új felállásban készült első album, az 1987-es Schizophrenia a brutalitás és a sebesség mintapéldánya. Egy sajtóban megjelent cikk szerint, ha az oroszok a hidegháború utolsó éveiben titkos fegyverként megszerezték és bevetették volna a Schizophrenia dalait, akkor most más lenne a világ képe. A tagok hangszeres tudása rohamos fejlődésnek indult. Igor egyéni dobolása itt kezd alakot ölteni, Andreas Kisser szólói és Max riffjei pedig már ekkor egész egyszerűen gyilkosak. Persze a lemez hangzása nem csúcsteljesítmény, hiszen még mindig Brazíliában, az ottani korlátozott technikai lehetőségek közé zárva dolgoznak. A Schizophrenia akkoriban több ezer kalózmásolat útján terjedt Európában, és a holland Roadrunner kiadó, jó szimatú fejvadásza, Monte Conner révén, lecsapott a tehetséges zenekarra, és nemzetközi lemezszerződést ajánlott a Sepulturának.

### Felemelkedés
A roadrunneres bemutatkozásra készülve a Beneath the Remains album produkciós munkálataiba bevonták az ismert death metal producer Scott Burnst is. Scott Burns addigra olyan albumokkal szerzett nevet magának, mint például a Death első két anyaga (Scream Bloody Gore és Leprosy) vagy később az Obituary, a Deicide, a Cannibal Corpse albumai és további Death-lemezek. Burns megtette azt a szívességet a Sepulturának, hogy hajlandó volt karácsonykor Rio de Janeiróba utazni, és irányítani a felvételi munkálatokat, majd januárban már az Államokban megkeverni és masterelni az anyagot.
A Beneath the Remains a thrash metal éra csúcsán jelent meg. A Sepultura jókor volt jó helyen, így a tehetségüket sikerült megmutatni a világnak. A 42 perces anyag intenzív, gyilkos lendülettel előadott klasszikus thrash metal. Az Inner Self, a Stronger Than Hate vagy a Mass Hypnosis dalok tekinthetők csúcspontoknak. Igor dobolását többen a Slayer ászához, Dave Lombardóhoz hasonlították joggal, már ekkor. Az anyagon néhány vendég is felbukkan. A Stronger Than Hate kórusában például olyan nevek hallatják hangjukat az akkori színtérről, mint Kelly Shaefer (Atheist), John Tardy (Obituary) valamint Scott Latour és Francis Howard a death metalt játszó Incubusból.
A Beneath the Remains 1989. májusi megjelenését követően első külföldi turnéjára indult a Sepultura. A Sodom előzenekaraként bejárták Európát (gyakorlatilag minden este lealázták a német thrashereket azzal a hihetetlen energiával, ami belőlük áradt), majd az USA és Mexikó következett, játszottak a Motörhead és a Metallica előtt. A sikeren felbuzdulva a Roadrunner 1990-ben újra megjelentette a Schizophrenia lemezt, most már nemzetközi terítéssel, és ehhez a kiadáshoz a Sepu rögzítette a Troops Of Doom egy friss verzióját bónusz dalként.
Gyakorlatilag épp csak annyi időre állt meg a zenekar, hogy a srácok végleg átköltözzenek az Egyesült Államokba, Phoenixbe, majd felvegyék a következő nagylemezt a Morrissound stúdióban, természetesen ismét Scott Burns segítségével. A borítóra újból egy kifejező Michael Whelan-festményt választottak.
Az Arise album még erősebb, mint a Beneath the Remains. Talán a hangzás, talán a több középtempós riff miatt, de súlyosabbnak hat, mint elődje. A dalok is komplexebbek, technikásabbak, mint korábban. Elkészítik első videóklipjeiket a Dead Embryonic Cells és az Arise dalokra, ez utóbbit azonban negatív üzenete miatt Amerikában letiltotta az MTV.
Az Arise 1991-ben szinte egy időben jelent meg az akkor második alkalommal megrendezett Rock in Rio fesztivállal, melyre a Sepulturát is meghívták egyik főzenekarnak. (Egy Rock in Rio Edition is megjelent a lemezből más borítóval, és ismét a Troops Of Doom bónusszal.) A következő nagy dobás a São Paulóban adott ingyenes szabadtéri koncertjük volt, ahol több mint 40 000 ember előtt játszottak. Sajnos a hisztérikus tömegben egy rajongót megkéseltek és életét vesztette, ami nem tett jót a Sepultura hazai megítélésének.
Az Arise platinalemezzé érett az elsöprően sikeres világ körüli turné hatására, mellyel először jutottak el a Távol-Keletre, Japánba, Indonéziába, Ausztráliába és játszottak a hollandiai Dynamo fesztiválon is. A márciusi barcelonai koncert videófelvétele a következő évben kerül a boltokba Under Siege címmel. Max Cavalera közben feleségül vette a nála majd' húsz évvel idősebb Gloria Bujnowskit, a csapat menedzserét. Ez a házasság a Sepultura történetének későbbi alakulása szempontjából is fontos esemény volt.

### Zenei kísérletek
Az Arise volt az utolsó tisztán csak metalhatású lemez a Sepultura történetében. Az 1993-as Chaos A.D. albumtól kezdve folyamatosan kísérleteztek újabb hatások érvényesítésével. A Chaos A.D. anyagon ilyen volt a hardcore megjelenése. Az olyan hc/thrash ostorcsapások, mint a Refuse/Resist, a Slave New World, vagy a Biotech is Godzilla egyértelműen jelzik, hogy a Sepultura új utakra lépett. A Clenched Fist című dalba industrial hatások szivárogtak be. Az akusztikus gitárra és dobokra hangszerelt Kaiowas dalban dél-amerikai törzsi motívumok ütik fel fejüket. Ráadásnak pedig a New Model Army egyik punkosan egyszerű nótáját (The Hunt) is feljátszották a lemezre. A korábbi "sátán-halál-vér" klisék eltűntek a szövegekből, és inkább politikai és társadalmi kérdéseket feszegetnek a dalok. Az első kislemez, a Territory klipjét a dal témájával tökéletes összhangban lévő helyszínen, Izraelben forgatták. A lemezmegjelenést követően a Sepultura egy éven keresztül turnézott szerte a nagyvilágban. A koncertsorozat csúcspontját a doningtoni Monsters Of Rock fellépés jelentette.
1994-ben Max Cavalera összehozott egy Nailbomb nevű projektet a Fudge Tunnel-es Alex Newporttal, amiben industrial hatásokkal kevert hardcore-metalt játszottak. A projekt egyetlen (jórészt dobgéppel rögzített) stúdiólemezén, a Point Blanken, Andreas Kisser és Igor Cavalera is vendégszerepel a Sepuból, valamint Dino Cazares az akkori Fear Factoryból.
1995-ben a Chaos A.D. turné fáradalmait pihente ki a Sepultura. Ekkor jelent meg második videójuk, a koncert és promo klipekből, interjúkból álló Third World Chaos. Andreas Kisser megint Jason Newsteddel (akkor Metallica) múlatta az időt, ugyanúgy, mint három évvel korábban. A Sepultallica most kiegészült az Exodusból Tom Hunting dobossal, és így jött létre az alkalmi Sexoturica társulat, amely egy split EP-t is kiadott a Newsted-Hunting-Devin Townsend felállású IR8 projekttel közösen.
1996-ban jelent meg a Roots, a Sepultura hatodik albuma. Ezen a lemezen minden korábbinál nagyobb teret engednek a brazil zenei gyökerek érvényesülésének. Sok dalban autentikus dél-amerikai népi hangszerek szólalnak meg, felbukkan a lemezen Carlinhos Brown brazil ritmuskirály, sőt a Kaiowas folytatásában, az Itsáriban egy komplett indián törzs is szerephez jut. A nóták minden eddiginél groove-központúbbak, bár az előző lemezre utaló rövid hardcore-mozzanatok sem hiányoznak. A mélyre hangolt gitárok a rossz nyelvek szerint a Korn hangzásának koppintása. A Lookaway nótában maga Jonathan Davis is szerepel, Mike Patton és DJ Lethal társaságában. A lemezhez kapcsolódva megjelent egy We Are What We Are című rövid videóanyag is három friss klippel (Roots Bloody Roots, Ratamahatta, Attitude), interjúrészletekkel.
A megalakulás óta eltelt 13 évben messzire jutott zeneileg a Sepultura, az egyik leginnovatívabb együttessé nőtte ki magát a 90-es évek derekára. A Sepultura megkerülhetetlenné vált, de ezzel együtt most már volt veszítenivalójuk is.

### Káosz és újrakezdések

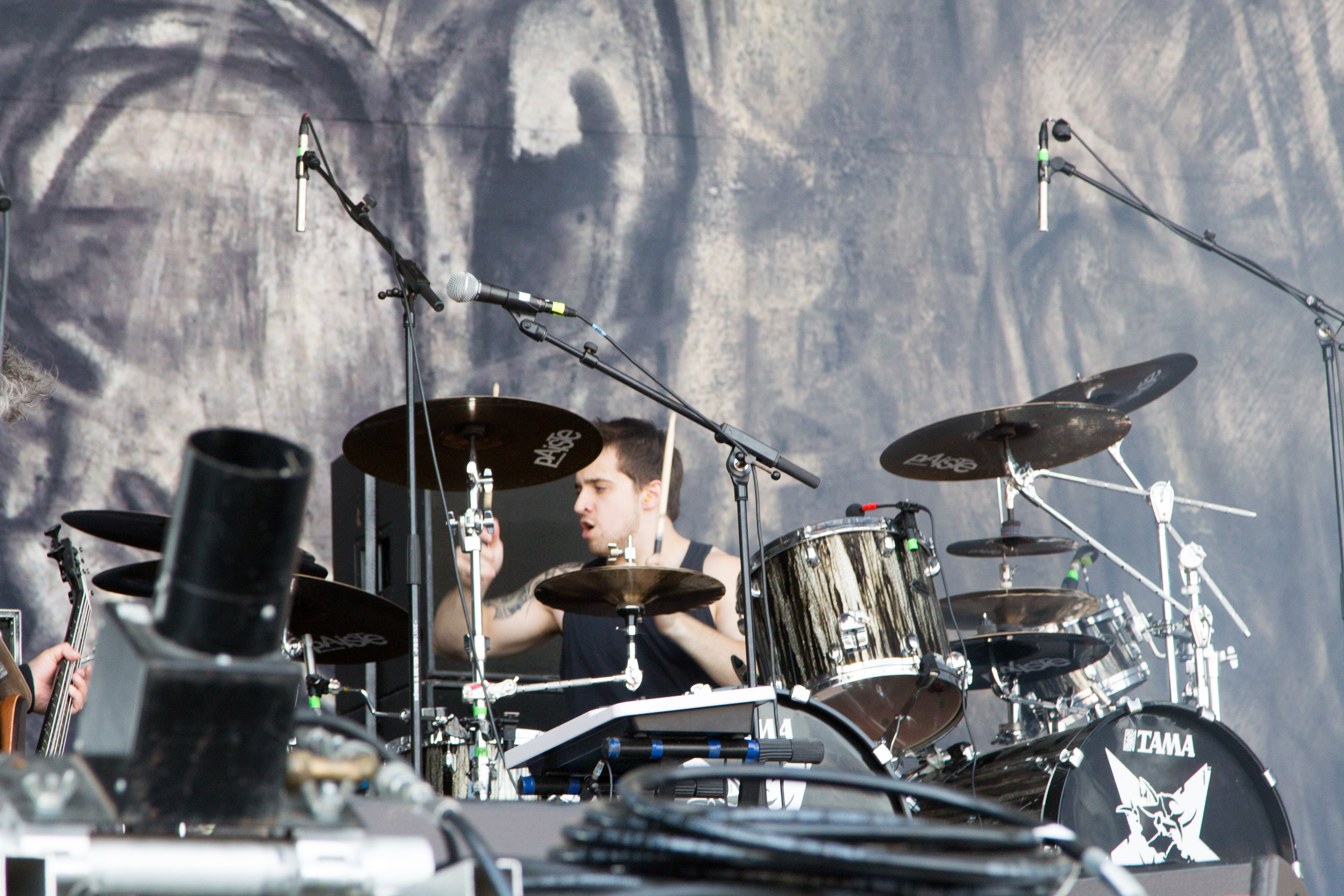
Eloy Casagrande (Nova Rock 2014)

A Roots turné keretében a Sepultura ismét meghívást kap a Monsters Of Rock fesztiválra, de végül trió felállásban kénytelenek játszani, mert Max Cavalera fogadott fia néhány órával a fellépés előtt autóbalesetben életét veszti, Max és Gloria pedig az első géppel azonnal hazautaznak. Röviddel a temetés után folytatódik a turné. Időközben az együttes többsége úgy határoz, hogy nem kívánják megújítani a menedzser lejáró szerződését. Gloria kirúgását férje, az amúgy is rossz passzban lévő Max Cavalera, nem tudja elfogadni. Mivel a másik három taggal nem tudnak közös nevezőre jutni, a gitáros-énekes-alapító úgy dönt, hogy kilép a Sepulturából, és a még hátralévő bulikat törlik. (A klasszikus felállású Sepultura legutolsó koncertje az angliai Brixton Academyben volt 1996. december 16-án. Ennek a bulinak a felvételét rejti a 2002-ben megjelent Under The Pale Grey Sky koncertlemez.)
A válás nem fájdalommentes. A két sértődött fél hónapokon keresztül üzenget egymásnak a sajtón keresztül. A rajongók pedig kétségbeesetten figyelik, ahogy kedvenc együttesük egy pillanat alatt atomjaira hullik szét és a Sepultura jövője több mint kétségessé válik. Max Cavalera lép tovább hamarabb. Megalakítja Soulfly nevű együttesét, és szerződést köt korábbi csapata kiadójával a Roadrunnerrel. Az együttes nevét viselő első Soulfly korong 1998 áprilisában jelenik meg. A zene egyértelműen a Roots világának továbbvitele, ha lehet még több törzsi motívummal, és még több nu metal attitűddel.
A Sepultura magára maradt három zenésze úgy dönt, hogy nem adják fel, és a vezér nélkül is folytatják. Az első próbákon még Andreas énekel, de hamar belátják, hogy új frontembert kell keríteniük. A választásuk Derrick Greenre, egy két méter magas, clevelandi születésű fekete srácra esett, aki addig az Outface és az Alpha Jerk hardcore-zenekarokban fordult meg. Az új felállású Sepultura első lemeze 1998 októberében lát napvilágot, de a fogadtatása elég hűvös. A rajongótábor megosztott, így a lemezeladások értelemszerűen visszaesnek, meg sem közelítik a korábbi lemezek mutatóit. A Soulfly bemutatkozó albuma kétszer annyi példányban kelt el, mint az új frontemberrel készült Against.
Pedig a fiúk mindent bevetettek. Visszakanyarodtak a Chaos A.D. hardcore-ral vadított világához, a hangzásban a gitár mellé emelték a basszusgitárt. Derrick hangja az üvöltéseknél kísértetiesen hasonlít Maxhoz, viszont az új frontember énekdallamokkal is próbálkozik. A Kamaitachi dalban tradicionális japán dobosok (a Kodo ütősei) tűnnek fel, a Hatred Aside pedig a Sepu és Jason Newsted közös szerzeménye, amelybe a Metallica akkori basszusgitárosa is beszállt egy kis üvöltözésre. Az Against az elődeihez képest nem annyira masszív, egységes lemez. Sokkal inkább az útkeresés és a bizonytalanság érződik rajta.

### Túlélés
Viszonylag sok idő, majdnem egy év telik el addig, amíg elindul az Against turné, és ez újabb bizonytalanságot szül a rajongók között. Eközben a megújult együttes kaliforniai klubokban melegít (Troops Of Doom néven), hogy aztán elsőként a brazíliai Noise Against Hunger jótékonysági fesztiválon 1999. augusztus 15-én mindenkinek megmutathassák: a Sepultura él. A színpadon egymás után tűntek fel a négyes mellett a Sepultura barátai: Mike Patton, Jason Newsted, Carlinhos Brown, vagy a régi harcostárs Jairo. Még a Xavantes törzs tagjai is eljöttek erdei kunyhóikból São Paulo sokkoló betondzsungelébe a koncert kedvéért.
Közel egy éven keresztül zajlott az Against Tour, ahol először léptek fel estéről estére a Slayer vendégeként. A turné végeztével gyakorlatilag rögtön nekiláttak egy új album megírásának. A stúdiómunkálatok 2000 őszén kezdődtek és az album a következő év tavaszán jelent meg. A Nation konceptlemez, mely egy olyan világ/nemzet megteremtéséről vizionál, ahol a korrupció felszámolásával, egymás kölcsönös megbecsülésével jobb életet élhetnének az emberek. Mindezt az eddigi legszélesebb zenei eszköztárral mutatják be.
A lemez befogadása viszont nem könnyű feladat, legalábbis a régi Sepu-fanoknak biztosan nem az. Minden korábbinál több a belassult pillanat és Derrick is jóval több tiszta dallamot énekel. A mondanivaló erősítésére a dalok között idézetek hallhatók: Gandhi, Albert Einstein, a 14. dalai láma és kalkuttai Teréz anya filozofikus gondolatai. A feszes riffeléshez szokott hallgató figyelme könnyen elkalandozik. Egybehangzó vélemények szerint a lemez legjobb dala a finn Apocalypticával közösen írt és előadott Valtio, ami tulajdonképpen a lemeznyitó Sepulnation egy átirata.
Még januárban a Nation megjelenése előtt fellépnek a harmadszor megrendezett Rock in Rio fesztiválon, majd tavasszal indul a szokásos világ körüli turné. A Nation lemezzel a Sepultura kitöltötte szerződését a Roadrunnernél. 2002 szeptemberében búcsúzóul a Roadrunner kiadja a klasszikus felállás utolsó koncertjét dupla cédén. Nem sokkal utána pedig a zenekar addigi három VHS anyaga jön ki a Chaos DVD-n, szintén a nagy időkre emlékezve. Az aktuális felállás válaszul a Revolusongs feldolgozás mini-albummal jelentkezik az év végén, igaz csak Brazíliában és Ázsiában kapható az anyag. Közben nekilátnak a következő nagylemez megírásának és felvételeinek is, melyet új kiadó, a német SPV gondoz.

### Pozitív düh
A második generációs Sepultura-albumok közül a Roorback sikerült eddig a legjobban. A 2003 derekán megjelent anyagon nincsenek vendégzenészek, nincsenek vadhajtások, nincsenek zenei kísérletezések.
2003 márciusától kezdve gyakorlatilag két éven át folyamatosan turnén volt az együttes. Néhány bemelegítő brazil buli után főzenekarként nyomultak Európában, majd következett az Egyesült Államok a Voivoddal közösen. A nyári fesztiválokra visszatértek az öreg kontinensre, ahol a Wanted Fesztivál keretében először játszott Magyarországon a Derrick Green vezette Sepultura. 2004 karácsonyáig mind a négy égtájat bejárta a zenekar. Az április 3-i koncertjüket São Paulóban filmre vették, azzal a szándékkal, hogy később DVD formájában kiadhassák 20 éves fennállásuk tiszteletére.

## Tagok
Jelenlegi felállás
- Derrick Green – ének (1996 óta)
- Andreas Kisser – gitár (1986 óta)
- Paulo Jr. – basszusgitár (1983 óta)
- Greyson Nekrutman – dobok (2024 óta)

Korábbi tagok
- Max Cavalera – ének, gitár (1984–1996)
- Igor Cavalera – dobok (1984–2006)
- Wagner Lamounier – ének (1984)
- Jairo Guedz – gitár (1984–1986)
- Jean Dolabella – dobok (2006–2011)
- Eloy Casagrande − dobok (2011−2024)

Kisegítő zenészek
- Roy Mayorga – dobok (2006)

## Diszkográfia

### Max Cavalera-korszak
- Bestial Devastation (1985 – Cogumelo)
- Morbid Visions (1986 – Cogumelo)
- Schizophrenia (1987 – Cogumelo)
- Beneath the Remains (1989 – Roadrunner)
- Arise (1991 – Roadrunner)
- Chaos A.D. (1993 – Roadrunner)
- Roots (1996 – Roadrunner)
- Under a Pale Grey Sky (2002, koncertfelvétel: 1996 – Roadrunner)

### Derrick Green-korszak
- Against (1998 – Roadrunner)
- Nation (2001 – Roadrunner)
- Roorback (2003 – SPV)
- Revolusongs EP (2003 – SPV)
- Live in São Paulo CD/DVD (2005 – SPV)
- Dante XXI (2006 – SPV)
- A-Lex (2009 – SPV)
- Kairos (2011 – Nuclear Blast)
- Mediator Between Head and Hands Must Be the Heart (2013 – Nuclear Blast)
- Machine Messiah (2017 – Nuclear Blast)
- Quadra (2020 – Nuclear Blast)